# Міст через ріку Квай
«Міст через ріку Квай» (фр. Le Pont de la Rivière Kwai) — антивоєнний історико-пригодницький роман французького письменника П'єра Буля. Є одним з небагатьох книг західних авторів про події Другої Світової війни в Азії. Книга складається з 4 частин. Вперше видана у 1952 році. Надалі перевидавалася англійською (1954 рік) та російськими мовами (1966, 1971 роки). 1952 році нагороджено Премією Сент-Бев.

## Сюжет
Захоплені в полон японцями британські солдати і їх командир полковник Ніколсон змушені будувати залізничний міст через річку Квай в Бірмі (сучасна М'янма) під орудою японця Сайто. Тим часом британське командування спрямовує спецгрупу командос для знищення цього стратегічно важливого об'єкта. В романі зображено, як дисципліновано, послідовно і продумано, за правилами і регламентом британці знаходяться в полоні, де виявляють свої гарні риси та вади.
Сам міст через річку Квай, міст між двома культурами, японці й англійці кладуть його по-різному. Японці ліплять його з недовговічного матеріалу, оскільки все одно все в природі тлін і в прах звернеться, потім зробимо новий. Не такі британці: навіть у полоні вони повинні якісно виконувати завдання, навіть ворога. Окремою лінією проходить протистояння характерів Ніколсона і Сайто.

## Стиль
П'єр Буль пише широко і розгонисто, сюжет біжить швидко, події описані рівно настільки, щоб зрозуміти, що відбувається. Уся мотивація персонажів і їх характер не просторікуватий за монологами, поясненнями і описами, а випливає з їхніх вчинків. В результаті вийшла дуже витончена і стрімка книга, в якій шпигуни, диверсанти і війна десь на другому плані, навіть характери на другому плані, а на першому — питання, чи правильно бути надто правильним? Чи нормально бути надто нормальним?

## Екранізація
- У 1957 році за романом знято фільм «Міст через річку Квай» режисером Девідом Леном.
- У 1962 році вийшла комедійна пародія під назваю «Міст через річку Вей».

## Пародія
У 1962 році Спайк Мілліган і Пітер Селлерс разом з Пітером Куком і Джонатаном Міллером випустили платівку The Bridge on the River Wye, пародію на кіноверсію фільму «Квай», засновану на серіалі 1957 року «Африканський інцидент» (Goon Show).
Платівка повинна була мати таку ж назву, як і фільм, але незадовго до її виходу кінокомпанія пригрозила судовим позовом у разі використання цієї назви. Продюсер Джордж Мартін вирізав літеру «К» щоразу, коли вимовлялося слово «Квай».